# ホセ・ホアキン・ロハス
ホセ・ホアキン・ロハス・ヒル（José Joaquín Rojas Gil、1985年6月8日 - ）は、スペイン、ムルシア州・シエサ出身の自転車競技（ロードレース）選手。

## 経歴
2006年にリベルティ・セグロス（後にアスタナ）と契約を結んでプロ転向。
- ティレーノ〜アドリアティコで山岳賞を獲得。
- オペラシオン・プエルトの影響を受けてチームが解散。

2007年、ケス・デパーニュ（後の モビスター・チーム）に移籍。
- ブエルタ・ア・ムルシア 区間1勝（第1）
- ツール・ド・ポローニュ ポイント賞。

2008年
- ツアー・ダウンアンダー新人賞、総合3位
- トロフェオ・パルマ・デ・マヨルカ 優勝
- UCIプロツアー・個人総合8位に入る健闘を見せた。

2009年
- ツアー・ダウンアンダーにおいて新人賞を獲得し総合3位。
- ツール・ド・レン 区間1勝（第2）

2010年
- ダンケルク4日間レース 総合3位
- ツール・デュ・リムザン 総合8位

2011年
- トロフェオ・デイア 優勝
- カタルーニャ一周 区間1勝(第6)
- 国内選手権・ロードレース 優勝
- ツール・ド・フランス ポイント賞部門2位
- ヴァッテンフォール・サイクラシックス 5位
- GP西フランス・プルエー 7位

2012年
- バスク一周 区間1勝(第1)